# Агшин Мехтєєв
Агшин Шафаят оглу Мехтієв (азерб. Aqşın Şəfayət oğlu Mehdiyev; 28 квітня 1949, Баку) — азербайджанський дипломат. Постійний представник Азербайджану в Організації Об'єднаних Націй (2006—2014).

## Життєпис
Народився 28 квітня 1949 року в Баку. У 1971 році закінчив факультет сходознавства Бакинського державного університету. У 1970 закінчив Каїрський університет. У 1985—1987 рр. був слухачем Дипломатичної академії МЗС СРСР. У 1987 році захистив кандидатську дисертацію та отримав вчений ступінь кандидата наук з історії міжнародних відносин. Володіє англійською, арабською, російською та турецькою мовами.
З 1971 року — працював перекладачем з арабської мови на Хелуанському металургійному комбінаті (Єгипет). Згодом пропрацював до 1975 помічником радника з економічних питань посольства СРСР в Єгипті.
У 1975—1977 рр. — працював співробітником, а потім завідувачем Відділу інформації та друку МЗС Азербайджану.
У 1977—1982 рр. — обіймав низку дипломатичних посад у посольстві СРСР в Єменській Арабській Республіці. Після завершення відрядження, у 1982—1985 рр. працював на різних посадах у МЗС Азербайджану. Після закінчення навчання у Дипломатичній академії МЗС СРСР у 1987 р. був відряджений на роботу до посольства СРСР у Народній Демократичній Республіці Ємен.
22 травня 1990 року — отримує призначення до посольства СРСР у Сані на посаду завідувача консульського відділу, а потім стає керівником групи зовнішньої політики згаданого посольства.
У 1992 році — був представником Азербайджану в Ємені.
У 1993—2001 рр. — очолював Управління Європи, США та Канади МЗС Азербайджану.
У 2001 був призначений першим постійним представником Азербайджану в Раді Європи (Страсбург, Франція) з присвоєнням йому дипломатичного рангу Надзвичайного і повноважного посла. За час роботи А. Ш. Мехтієва постпредом Азербайджану в Раді Європи (2001—2006 рр.) було прийнято низку важливих документів як щодо реформування адміністративної, так і судової системи в Республіці, так і щодо вірменської агресії проти Азербайджану.
У 2006—2014 рр. — Постійний представник Азербайджану в Організації Об'єднаних Націй (Нью-Йорк). У 2012—2013 роках Азербайджан був непостійним членом Ради Безпеки ООН і двічі за цей час Агшин Мехтєєв виконував функції голови РБ ООН. Будучи постпредом при ООН його було призначено послом Азербайджану на Кубі за сумісництвом(2007—2014), в Нікарагуа (2008—2014), Ямайці (2008—2014) та Венесуелі (2008—2014).
У 2014—2015 рр. — обіймав посаду посла з особливих доручень МЗС Азербайджану.
З грудня 2015 року — постійний спостерігач Організації Ісламського Співробітництва при Європейському Союзі.
З червня 2016 року — постійний спостерігач Організації Ісламського Співробітництва при ООН.

## Автор книг
- «Azərbaycan Avropa Şurasında» («Азербайджан в Раді Європи»),
- «Азербайджанська Республіка в Раді Безпеки ООН» спільно з Т. Мусаєвим).